# Херсдорф
Херсдорф (нем. Hersdorf) — община в Германии, в земле Рейнланд-Пфальц. 
Входит в состав района Айфель-Битбург-Прюм. Подчиняется управлению Прюм. Население составляет 485 человек, из которых 247 мужчин и 238 женщин (на 1 июня 2014 года). Занимает площадь 12,86 км².

## География
Коммуна находится в нагорье Айфель, между городами Прюм и Герольштайн. Западная часть коммуны находится в природном парке Hohes Venn-Eifel. Херсдорф делится на районы Niederhersdorf, Oberhersdorf, Jakobsknopp, Hexler и Weißenseifen. Жилые помещения расположены на Rödelberg и Anzelterhof.

## История
Место впервые было упомянуто в 893 году в Prüm Urbar как Herlendorpht и задокументировано.
До конца XVIII века Херсдорф принадлежал двум разным сеньориям. Нижний Херсдорф принадлежал Трирскому курфюршеству и находился в Amt Prüm. Верхний Херсдорф принадлежал сеньории Флеринген, городу Трир, управлял которым герцог Аренберг.
В 1794 году в ходе Великой французской революции войска заняли левый берег Рейна. Под руководством французской администрации эти два города были с 1798 года в составе кантона Прюм, в департаменте Саар.
В результате решений Венского конгресса в 1815 году, значительная часть Рейнской области была выделена Пруссии. Под руководством прусской администрации два муниципальных образования с 1816 принадлежали мэрии Валлерсхайм, в графстве Прюм, административного округа Трира, который с 1822 года до конца Второй мировой войны являлось частью Рейнской провинции. Во время Второй мировой войны в коммуне велись боевые действия, он был занят советскими войсками.
Сегодняшнее поселение Херсдорф было основано 20 марта 1971 года в результате слияния двух муниципалитетов Niederhersdorf (на момент слияния насчитывающий 315 жителей) и Oberhersdorf (который насчитывал 76 жителей).
В 2004 году, в городе была образована Ассоциации по продвижению дома, молодёжи и пожилых людей (нем. Verein zur Förderung der Heimat, Jugend und Seniorenarbeit). Благодаря этой ассоциации и большому количеству добровольцев, стала возможной постройка спортивных площадок стандартного размера DFB. Проект был реализован совместно с Заслуженной гражданской общиной (нем. Bürgersinn in den Gemeinden) и Министерством внутренних дел и спорта (нем. Ministerium des Inneren und für Sport).

## Совет
| Председатель/мэр    | Питер Телен      |
| Помощник            | Карл Хансен      |
| Помощник            | Ральф Мейер      |
| Члены совета        | Марк Кремер      |
|                     | Карстен Брюк     |
|                     | Рудольф Мейер    |
|                     | Майкл Телен      |
|                     | Маттиас Тиелен   |
|                     | Вильгельм Захнен |
| Комитет по расчётам | Марк Кремер      |
|                     | Рудольф Мейер    |
|                     | Майкл Телен      |

Источник: официальный сайт коммуны.

## Культура и общественные движения
В коммуне есть Музыкальный клуб имени Святого Губерта, со своим оркестром, который был образован в 1959 году. Также есть клуб отдыха, в котором представляется поиграть в футбол. Клуб был образован в 1978 году и его председателями являются Роланд Телен и Рене Гаспер.
Действует Ассоциация по продвижению местной истории, молодёжи и пожилых людей в Херсдорфе. Ассоциация преследует благотворительные цели, такие как финансовая и моральная поддержка традиций для сохранения наследия, создание условий и поддержание спорта, различных игр и развлечений, финансовая и моральная поддержка при строительстве объектов для молодёжи и пожилых людей.
Также действует Добровольная пожарная дружина, которая была образована в 1905 году и размещалась в гостевом доме. В 1912 году дружина участвовала в тушении пожара, который произошёл в результате удара молнии. В 1955 году дружиной был приобретён первый автомобиль для тушения пожара. В 1981 году отдел пожарной охраны приобрели новый пожарный автомобиль Ford Transit, который использовался по своему назначению более 30 лет. В 2005 году отмечалось столетие дружины вместе с другими пожарными на улице Jakobsknopp. В 2012 году старый Ford Transit был заменён на новый Opel Movano. Начальником пожарной службы является Роберт Шуникер, а его заместителем Андреас Телен.